# Saint-Martin-d'Arcé
Saint-Martin-d'Arcé é uma ex-comuna francesa na região administrativa da Pays de la Loire, no departamento de Maine-et-Loire. Estendeu-se por uma área de 13,18 km². Em 2010 a comuna tinha 794 habitantes (densidade: 60,2 hab./km²).
Em 1 de janeiro de 2013 foi fundida com as comunas de Baugé, Montpollin, Pontigné e Le Vieil-Baugé para a criação da nova comuna de Baugé-en-Anjou.